# Билеча (община)
Община Билеча е част от Република Сръбска с площ от 633 кв. км, населението ѝ към 2005 година е 12 000 души, от които 12 920 сърби (99,3%) и 80 бошняци (0,7%).
По преброяване от октомври 2013 г. населението наброява 10 607 души.
Административен център е град Билеча.